# Mazères (Żyronda)
Mazères – miejscowość i gmina we Francji, w regionie Nowa Akwitania, w departamencie Żyronda.
Według danych na rok 1990 gminę zamieszkiwały 453 osoby, a gęstość zaludnienia wynosiła 34 osób/km² (wśród 2290 gmin Akwitanii Mazères plasuje się na 748. miejscu pod względem liczby ludności, natomiast pod względem powierzchni na miejscu 862.).
W miejscowości znajduje się średniowieczny Zamek Roquetaillade.